# San Nicola da Crissa
San Nicola da Crissa község (comune) Olaszország Calabria régiójában, Vibo Valentia megyében.

## Fekvése
A megye keleti részén fekszik. Határai: Capistrano, Filogaso, Torre di Ruggiero és Vallelonga.

## Története
A települést a 14. században alapították egy baziliánus kolostor körül. A 19. század elején vált önálló községgé, amikor a Nápolyi Királyságban felszámolták a feudalizmust.

## Népessége
A népesség számának alakulása

## Főbb látnivalói
- Santissima Annunziata-templom